# ييلانتسي (إركوتسك)
ييلانتسي (بالروسية: Еланцы) هي مدينة في مقاطعة إركوتسك أوبلاست في روسيا.
يبلغ عدد سكانها حوالي 3640 نسمة.